# Видински държавен филхармоничен оркестър
Видинският държавен филхармоничен оркестър понастоящем се помещава в сградата на Съдебната палата (бившия Партиен дом) на централния градски площад „Бдинци“ във Видин.
Основан е през 1910 г. като частен симфоничен оркестър. На 28 април 1949 г. става държавен, какъвто е до днес.
Оркестърът е бил домакин на много национални и чуждестранни изпълнители и диригенти, сред които са Панчо Владигеров, Васил Казанджиев, Милена Моллова, Игор Ойстрах, Мишел Бусино, Медея Абрамян, Емил Гилелс.
Оркестърът има концертни участия в Германия, Франция, Сърбия, Русия, Испания, Швейцария, Холандия и др. Участна в международно музикално съревнование под егидата на Хосе Карерас.
От 1983 г. Видинската филхармония организира ежегодните Празници на кантатно-ораториалната музика на името на проф. Константин Илиев, композитор и главен диригент последователно на Русенската, Варненската и Софийската филхармонии. Провеждат се и майсторски класове за оркестър и пиано, за диригенти и изпълнители.